# Elżbieta Wasiuczyńska
Elżbieta Wasiuczyńska (ur. 1966 w Radomiu) – polska malarka, ilustratorka książek dla dzieci. 
Ukończyła studia w Akademii Sztuk Pięknych w Krakowie w pracowni malarstwa Juliusza Joniaka, oraz książki i typografii Romana Banaszewskiego (dyplom 1994 z wyróżnieniem, medal Rektora).
Zilustrowała kilkadziesiąt książek. Uzyskała liczne wyróżnienia, m.in. w konkursie Pro Bolonia 2001 (Warszawa) za ilustracje do książek Wojciecha Widłaka o Panu Kuleczce (wydawnictwo Media Rodzina) i Pro Bolonia 2002 za książkę autorską "miau-miau" (także nagroda jury dziecięcego), wyróżnienie na Biennale Ilustracji 2004 (Aki Town, Japonia), za projekt "Kalendarza pod psem" oraz w konkursie Świat Przyjazny Dziecku 2005 za "Bajkę o ślimaku Kacperku" M. Strzałkowskiej (wydawnictwo Nasza Księgarnia). Otrzymała również wiele nagród, w tym nagrodę za ilustracje i nagrodę publiczności za ilustracje do kalendarza w konkursie Vidical 2003 (Warszawa) oraz brązowy medal International Calendar Exibition w Stuttgarcie w 2006 r. za ilustracje do "My first calendar Heye".
Polska Sekcja IBBY przyznała artystce nominację w konkursie „Książka Roku 2005” i nagrodę jury dziecięcego za "Trzy świnki" Z. Staneckiej (wydawnictwo Muchomor) oraz wyróżnienie w tym samym konkursie w 2007 za ilustracje do książki "ZOO" Jarosława Mikołajewskiego (wydawnictwo Agora), oraz w 2009 główną nagrodę graficzną w tym samym konkursie za książkę autorską "Mój pierwszy alfabet" (wydawnictwo LektorKlett).
Współpracuje też z polską firmą produkującą pościel i akcesoria dla dzieci Lela Blanc. Jej prace zdobią produkty tej marki.